# 上ノ加江町
上ノ加江町（かみのかえちょう）は、高知県高岡郡にあった町。
現在の中土佐町上ノ加江・矢井賀甲・矢井賀乙にあたる。本項では町制前の名称である上ノ加江村（かみのかえむら）についても述べる。

## 地理
- 海洋：土佐湾
- 山岳：火打ヶ森
- 岬：大津崎、七浦崎、加江崎、矢田部崎、中岬

## 歴史
- 1889年（明治22年）4月1日 - 町村制の施行により、上ノ加江村・矢井賀村の区域をもって上ノ加江村が発足。
- 1915年（大正4年）1月1日 - 上ノ加江村が町制施行して上ノ加江町となる。
- 1943年（昭和18年）9月19日 - 九州・西日本一帯に集中豪雨。町内で新築中の上ノ加江町国民学校が倒壊するなどの被害[1]
- 1957年（昭和32年）7月1日 - 久礼町と合併して中土佐町が発足。同日上ノ加江町廃止。

## 交通

### 鉄道路線
村域を日本国有鉄道の土讃線が通過するが、駅は所在しなかった。

## 出身著名人
- 窪添慶吉（水産功労者、ブリ大敷網導入者）